# 8-Hydroxyguanosine
La 8-hydroxyguanosine, ou 8-oxoguanosine, est un ribonucléoside résultant de l'oxydation de la guanosine utilisé comme biomarqueur du stress oxydant.
Son désoxyribonucléoside correspondant est la 8-oxo-2'-désoxyguanosine.